# SPRING TOUR
『SPRING TOUR』（スプリングツアー）は、THE YELLOW MONKEYのライブビデオ・ドキュメンタリー作品。2000年12月9日発売。発売元はBMGファンハウス。
ここでは2022年5月10日発売の『SPRING TOUR "NAKED"』についても取り扱う。

## 概要
2000年4月〜5月に5会場で開催されたアリーナツアー「SPRING TOUR」から、ツアー最終日である5月10日の横浜アリーナ公演を中心に、ツアーのリハーサル・ツアー中の舞台裏・メンバーのインタビュー映像などを交えて構成されている。本作品では5月10日公演で演奏された曲目は全て網羅しておらず、2004年発売のDVD BOX『THE YELLOW MONKEY LIVE BOX』にも数曲が収録された。

### 収録曲
1. DEAR FEELING
2. HEART BREAK
3. 楽園
4. SECOND CRY
5. 創生児
6. SHOCK HEARTS
7. 甘い経験
8. バラ色の日々
9. 悲しきASIAN BOY
10. サイキック No.9
11. パール

映像特典
1. I Love You Baby
2. SUCK OF LIFE
3. JAM

## SPRING TOUR "NAKED"
2022年5月11日発売。発売元はアリオラジャパン。
デビュー30周年記念作品の第2弾としてBlu-ray Discのみが発売され、2000年5月10日の横浜アリーナ公演のフルバージョンを収録。
初回限定盤は4枚組で、前述の『SPRING TOUR』のアップコンバート版を収録したDisc 2、横浜アリーナ公演の音源に加え、同日に演奏されていない「ゴージャス」「RED LIGHT」「熱帯夜」「嘆くなり我が夜のFantasy」の4曲を含む全24曲収録のライブCDのDisc 3・4が付属。

### 収録曲 (NAKED)

#### Disc 1
- 2000年5月10日・横浜アリーナ公演
- 『SPRING TOUR』オリジナル版の収録曲は標準で、『THE YELLOW MONKEY LIVE BOX』収録曲は斜体で、初収録の楽曲は太字表記で記載。

1. 楽園
2. FINE FINE FINE
3. サイキック No.9
4. I Love You Baby
5. VERMILION HANDS
6. SECOND CRY
7. A HENな飴玉
8. 薔薇娼婦麗奈
9. HEART BREAK
10. DEAR FEELING
11. 創生児
12. SPARK
13. 聖なる海とサンシャイン
14. ROCK STAR
15. SHOCK HEARTS
16. 甘い経験
17. バラ色の日々
18. 悲しきASIAN BOY
19. WELCOME TO MY DOGHOUSE
20. SUCK OF LIFE
21. JAM

- 2000年5月15日・日本大学文理学部ゲリラライブ

1. サイキックNo.9
2. I Love You Baby
3. パール

#### Disc 2
1. DEAR FEELING
2. HEART BREAK
3. 楽園
4. SECOND CRY
5. 創生児
6. SHOCK HEARTS
7. 甘い経験
8. バラ色の日々
9. 悲しきASIAN BOY
10. サイキック No.9
11. パール

EXTRA FEATURES
1. I Love You Baby
2. SUCK OF LIFE
3. JAM
4. SPECIAL ANOTHER INTERVIEW

#### Disc 3
1. 楽園
2. FINE FINE FINE
3. サイキック No.9
4. I Love You Baby
5. SECOND CRY
6. A HENな飴玉
7. 薔薇娼婦麗奈
8. HEART BREAK
9. DEAR FEELING
10. 創生児
11. SPARK
12. 聖なる海とサンシャイン
13. ROCK STAR
14. SHOCK HEARTS
15. 甘い経験

### Disc 4
1. バラ色の日々
2. 悲しきASIAN BOY
3. WELCOME TO MY DOGHOUSE
4. SUCK OF LIFE
5. JAM
6. ゴージャス（2000年4月19日・マリンメッセ福岡公演）
7. RED LIGHT（2000年4月19日・マリンメッセ福岡公演）
8. 熱帯夜（2000年4月15日・大阪城ホール公演）
9. 嘆くなり我が夜のFantasy（2000年4月19日・マリンメッセ福岡公演）

## 参加ミュージシャン
- 吉井和哉 - ボーカル、ギター、アコースティック・ギター
- 菊地英昭 - ギター
- 廣瀬洋一 - ベース
- 菊地英二 - ドラムス

- 三国義貴 - キーボード、ピアノ
- 青柳誠 - サクソフォーン、管編曲、ピアノ
- つづらのあつし - サクソフォーン
- マナ・リオン - コーラス
- ロビー・ダンツィ - コーラス